# 穆萨·马纳罗夫
穆萨·希拉马诺维奇·马纳罗夫（俄语：Муса Хираманович Манаров；1951年3月22日—）是前苏联时代的宇航员。出生于阿塞拜疆巴库，曾两次前往和平号空间站执行长期考察任务，7次进行太空行走任务。他是世界上第三位到达太空的穆斯林宇航员。

## 生平
1951年3月22日生于巴库。父亲是拉克少数民族军官。1968年毕业于阿拉特里中学。1974年毕业于莫斯科航空学院无线电电子学系。在能源科研生产联合公司工作。1978年12月入选宇航员分队。在加加林宇航员培训中心接受了暴風雪號穿梭機等项目的实训。
从1987年12月21日至1988年12月21日，他作为飞行工程师，与季托夫、列夫钦科乘坐联盟TM-4号飞船升空，在和平号空间站实施长期考察任务，期间见证了国际宇航员计划首位阿富汗宇航员阿卜杜勒·阿哈德·莫曼德的到来。这次任务一共持续了365天23小时，打破了罗曼年科于1987年创造的太空连续飞行326天的纪录。
1990年12月2日至1991年5月26日，他作为飞行工程师，与指令长阿法纳西耶夫、日本新闻工作者秋山丰宽乘坐联盟TM-11号飞船前往和平号空间站。期间进行了4次舱外任务。
马纳罗夫于1992年7月退役。他喜欢网球运动，也是一名業餘無線電爱好者。1990年至1993年，他是俄罗斯联邦最高苏维埃代表。他后来加入了统一俄罗斯党，2007年至2011年担任俄罗斯联邦國家杜馬議員，代表达吉斯坦共和国选区。

## 荣誉
- 蘇聯英雄称号（1988年12月21日）
- 苏联宇航员称号（1988年12月21日）
- 列寧勳章（1988年12月21日）
- 十月革命勋章（1991年）
- 太空探索優異獎章（2011年4月12日）[7]
- 格奥尔基·季米特洛夫勋章（1988年）
- 自由太阳勋章（阿富汗，1988年）
- 法國榮譽軍團勳章（1989年）
- 巴尔干山脉勋章（保加利亚，2003年）

## 统计
| # | 往返载具          | 发射时间（UTC）        | 任务代号     | 着陆时间（UTC）        | 时长总计        | 舱外活动次数 | 舱外活动时长 |
| - | ----------------- | ---------------------- | ------------ | ---------------------- | --------------- | ------------ | ------------ |
| 1 | 联盟TM-4/联盟TM-6 | 1987年12月21日11时18分 | 和平号-远征3 | 1988年12月21日09时56分 | 365天22小时38分 | 3            | 13小时47分   |
| 2 | 联盟TM-9          | 1990年12月2日8时13分   | 和平号-远征8 | 1991年5月26日10时04分  | 175天01小时50分 | 4            | 19小时36分   |
|   |                   |                        |              |                        | 541天00小时28分 | 7            | 33小时23分   |

太空行走统计
| #      | 日期（UTC）    | 同伴                | 持续时长   |
| ------ | -------------- | ------------------- | ---------- |
| 1      | 1988年2月26日  | 弗拉基米尔·季托夫   | 4小时25分  |
| 2      | 1988年6月30日  | 弗拉基米尔·季托夫   | 5小时10分  |
| 3      | 1988年10月20日 | 弗拉基米尔·季托夫   | 4小时12分  |
| 4      | 1991年1月7日   | 维克托·阿法纳西耶夫 | 5小时18分  |
| 5      | 1991年1月23日  | 维克托·阿法纳西耶夫 | 5小时33分  |
| 6      | 1991年1月26日  | 维克托·阿法纳西耶夫 | 6小时20分  |
| 7      | 1991年4月25日  | 维克托·阿法纳西耶夫 | 2小时25分  |
| 总时长 | 总时长         | 总时长              | 33小时23分 |